# Wolpertshausen
Wolpertshausen es un municipio alemán perteneciente al distrito de Schwäbisch Hall de Baden-Wurtemberg.

## Localización
Se ubica unos 10 km al noreste de la capital distrital Schwäbisch Hall, junto a la autovía A6.

## Historia
Era un pueblo que formaba parte del territorio de la actual capital distrital Schwäbisch Hall cuando esta era una ciudad imperial libre. En 1802, junto con la ciudad, Wolpertshausen se integró en el ducado de Wurtemberg.

## Demografía
A 31 de diciembre de 2017 tiene 2209 habitantes.